# Heliocheilus vulpinotatus
Heliocheilus vulpinotatus là một loài bướm đêm thuộc họ Noctuidae. Nó là loài đặc hữu của the Lãnh thổ Thủ đô Úc, New South Wales và Queensland.